# Ерте
Ертé (ім'я при народженні — Ромáн Петрóвич Тиртóв, фр. Erté/Romain de Tirtoff, 23 листопада (4 грудня) 1892—21 квітня 1990) — французький художник і дизайнер українсько-російського походження, визначний представник стилю ар деко. Працював у сфері моди, графіки, скульптури, сценографії, дизайну інтер'єру.

## Біографія
Нащадок старовинного дворянського роду, корені якого відстежуються до середини XVI століття. Батько — Тиртов Петро Іванович (1856—1927), генерал-лейтенант російського флоту. Мати — українка Ніколенко Наталія Михайлівна. Саме мати посприяла розвитку творчого потенціалу Ерте: «Я почав малювати в три роки кольоровими олівцями і в шість років намалював свою першу модель. Це був ескіз вечірньої сукні для моєї матері, який вона віддала кравчині, і сукня мала великий успіх. Коли моя мати (уроджена Ніколенко) побачила, що моє захоплення малюванням серйозне, вона представила мене знаменитому живописцеві Іллі Юхимовичу Рєпіну. Він похвалив стиль моїх робіт і дав мені мій перший урок малювання». Пізніше юний Роман Тиртов приватно займався з учнем Іллі Рєпіна художником Дмитром Лосевським.
У 1907 Роман живе рік у Парижі. Саме наприкінці цього періоду він відкриває для себе творчість Обрі Бердслі. Закінчивши гімназію, в 1912 році хлопець знову їде до Парижа з метою стати дизайнером. Він приймає це рішення незважаючи на сильну протидію батька, який прагнув, аби син продовжив сімейну традицію і став морським офіцером. Щоб не кидати тінь на честь сім'ї, Роман бере псевдонім, використавши транскрипцію власних ініціалів «ер» і «те». З 1913 року працює в Домі моди Поля Пуаре. У 1915 він підписує свій перший значний контракт із журналом «Harper's Bazaar» і так розпочинається його кар'єра як ілюстратора, що охоплювала також дизайн костюмів та декорацій. В 1920-ті роки стає одним із провідних художників стилю «ар-деко». Створював костюми для Анни Павлової, Мати Харі, Ліліан Гіш. Протягом 1915—1937 років виконав більше двохсот обкладинок для журналу «Harper's Bazaar», його ілюстрації також з'являлись у таких публікаціях як «Cosmopolitan» і «Vogue», зробивши їх новим мистецьким феноменом. В 1921 році художник представляє світу моди модель сукні із асиметричним декольте, його ж вважають винахідником стилю «унісекс». В 1925 році отримує запрошення у Голлівуд, на студію «Metro-Goldwyn-Mayer». У 1940—1960-ті займається скульптурою, графікою (серії «Цифри» і «Алфавіт»), сценографією (зокрема оформлення балетів Ролана Петі). Роботами Романа Тиртова захоплювались Джордж Баланчин та Енді Воргол. На початку 1970-х, в час відновлення інтересу до «ар-деко», отримує всесвітню відомість.
Найбільш відомим зі створених Ерте образів є «Симфонія у чорному», що зображає високу струнку жінку, загорнену у чорне, із худим чорним собакою на повідку. Це зображення було репродуковане й копійоване безліч разів. Роботи художника можна зустріти у колекціях кількох відомих музеїв, зокрема у музеї Вікторії та Альберта та Метрополітені, чимала колекція його творів знаходиться у музеї 1999 в Токіо.

## Особисте життя
На відміну від більшості своїх сучасників у сфері моди та дизайну, автобіографія Ерте пропонує надзвичайно відкриту інформацію щодо його романтичних стосунків, частково тому, що Ерте залишався активним після початку руху за визволення геїв 1960-х років, частково тому, що Париж завжди був більш сексуально відкритим, а частково тому, що визначеність його соціального становища дозволяла йому бути менш зв'язаним умовностями.
Його сексуальне життя розпочалося у віці 13 років. Ерте описує багато інших «чарівних пригод» та «задоволень серцевих справ», включаючи вторгнення в голлівудську оргію 1920-х років, яка не припала йому до смаку, а також описи гомосексуального нічного життя Парижа того часу. Він прожив з князем Ніколя Урусовим (17 грудня 1879 — 8 квітня 1933) майже 20 років, до його передчасної смерті. Згодом у нього були стосунки з колишнім чемпіоном Данії з плавання та декоратором на ім'я Аксель.
Його захоплення статурою артистів балету відображається в сильній гомоеротиці його дизайнів, коли в них фігурують молоді чоловіки. Ранні спроби грайливого перевдягання були настільки успішними, що, за словами Ерте, Пуаре попросив його позувати в жіночому одязі для свого модного дому. У молодості він був зацікавлений у переосмисленні чоловічого гардеробу в денді-стилі, але також носив кольори веселки та костюми, пошиті та оздоблені жіночними тканинами. Його довге кучеряве волосся викликало обурення серед клієнтів.

## Автобіографія
- Things I Remember: An Autobiography, Quadrangle/The New York Times Book Co., 1975, ISBN 0-8129-0575-X.